# Zulia
Zulia és un dels 23 estats en què és dividida administrativament Veneçuela. La capital de l'estat és Maracaibo. El 2007 tenia una població estimada de 3.620.200 habitants, la major població entre els estats de Veneçuela. Està situat a la part nord del país. Zulia és un estat federal de districte al nord-oest de Veneçuela, al voltant del Llac Maracaibo. Aquest llac és el cos d'aigua més gran del seu tipus a l'Amèrica Llatina i la seva conca abasta una de les majors reserves de petroli i gas en l'hemisferi occidental.
És un gran estat fronterer, que separa Veneçuela de Colòmbia a l'est d'aquest país. Limita al nord-oest de la península de la Guajira i la sierra de Perijá; Orient amb els estats Falcón i Lara, al sud amb els estats andins veneçolans de Táchira, Mérida i Trujillo amb el llac de Maracaibo com a frontera territorial de l'Estat.
Zulia és un territori que ha portat enormes riqueses per al país a causa del seu petroli i de l'explotació de minerals, però també és una de les principals zones agrícoles de Veneçuela, destacant la seva contribució en àrees com la ramaderia, plàtans, fruites, carn i llet entre d'altres.
| Municipi                | Capital                   |
| ----------------------- | ------------------------- |
| Almirante Padilla       | El Toro                   |
| Baralt                  | San Timoteo               |
| Cabimas                 | Cabimas                   |
| Catatumbo               | Encontrados               |
| Colón                   | San Carlos de Zulia       |
| Francisco Javier Pulgar | Pueblo Nuevo              |
| Jesús Enrique Lossada   | La Concepción             |
| Jesús María Semprún     | Casigua El Cubo           |
| Lagunillas              | Ciudad Ojeda              |
| Machiques de Perijá     | Machiques                 |
| Mara                    | San Rafael del Moján      |
| Maracaibo               | Maracaibo                 |
| Miranda                 | Los Puertos de Altagracia |
| La Cañada de Urdaneta   | Concepción                |
| Páez                    | Sinamaica                 |
| Rosario de Perijá       | La Villa del Rosario      |
| San Francisco           | San Francisco             |
| Santa Rita              | Santa Rita                |
| Simón Bolívar           | Tía Juana                 |
| Sucre                   | Bobura                    |
| Valmore Rodríguez       | Bachaquero                |